# Дітвіль
Дітвіль (нім. Dietwil) — громада  в Швейцарії в кантоні Ааргау, округ Мурі.

## Географія
Громада розташована на відстані близько 75 км на схід від Берна, 38 км на південний схід від Аарау.
Дітвіль має площу 5,5 км², з яких на 8,8% дозволяється будівництво (житлове та будівництво доріг), 72,1% використовуються в сільськогосподарських цілях, 17,1% зайнято лісами, 2% не є продуктивними (річки, льодовики або гори).

## Демографія
2019 року в громаді мешкало 1333 особи (+10% порівняно з 2010 роком), іноземців було 16,5%. Густота населення становила 243 осіб/км².
За віковим діапазоном населення розподілялося таким чином: 22,7% — особи молодші 20 років, 64,4% — особи у віці 20—64 років, 12,9% — особи у віці 65 років та старші. Було 561 помешкань (у середньому 2,4 особи в помешканні).
Із загальної кількості 205 працюючих 75 було зайнятих в первинному секторі, 14 — в обробній промисловості, 116 — в галузі послуг.